# Johannes Weidenbach
Johannes Weidenbach   (Berlín, 29 de novembre de 1847 - 28 de juny de 1902) va ser un pianista alemany i professor de música. És el germà de l'arquitecte Georg Weidenbach.
Nascut en una família de professors, era fill del mestre Georg Gustav Weidenbach i Emilie Therese Schweitzer. Es va graduar de l'escola secundària a Dresden, el 1869-1871. Va estudiar al conservatori de Leipzig. A partir de 1873 va ensenyar piano al mateix centre. Entre els seus alumnes va tenir Karl Wendling, Stanislav Exner, Konstanza Erbicanu i Johann Levalter. Entre els seus estudiants fou conegut pel seu aforisme que els pianistes nord-americans (molts que van venir a estudiar a Leipzig) li recordaven les «grans aranyes que corren per les tecles».
Va donar concerts a Leipzig i altres ciutats alemanyes, principalment com a intèrpret, acompanyat de Hans Sitt.
Adolf Ruthardt va dedicar la Sonata-Fantasy Op.31 (1888) a Weidenbach.